# Arceuthobium laricis
Arceuthobium laricis là một loài thực vật có hoa trong họ Santalaceae. Loài này được (Piper) H.St.John mô tả khoa học đầu tiên năm 1937.